# Lila (Bohol)
Lila ist eine philippinische Stadtgemeinde in der Provinz Bohol. Sie hat 12.257 Einwohner (Zensus 1. August 2015).

## Baranggays
Lila ist politisch in 18 Baranggays unterteilt.

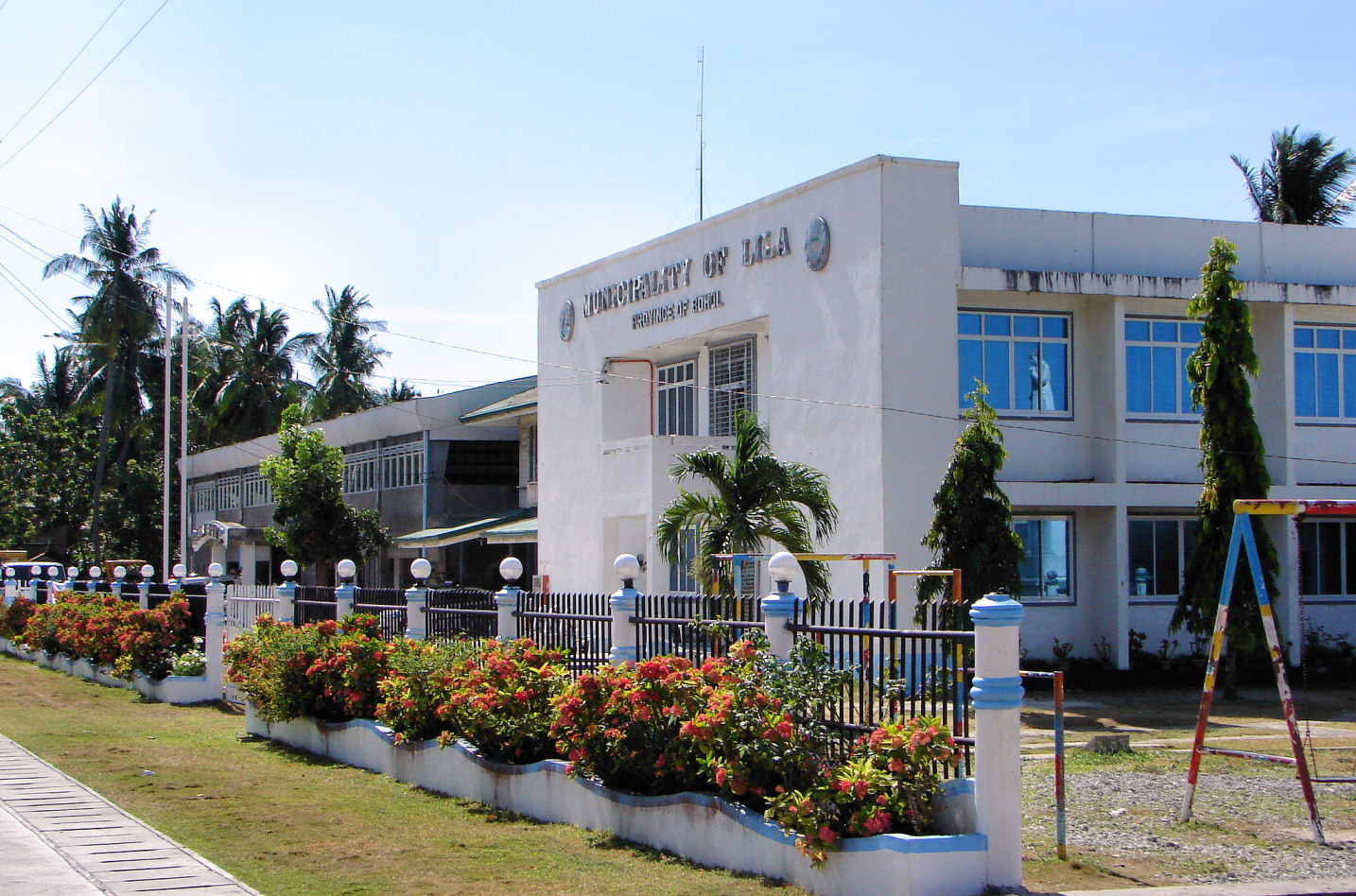
Rathaus

| - Banban - Bonkokan Ilaya - Bonkokan Ubos - Calvario - Candulang - Catugasan | - Cayupo - Cogon - Jambawan - La Fortuna - Lomanoy - Macalingan | - Malinao East - Malinao West - Nagsulay - Poblacion - Taug - Tiguis |